# Christopher Knett
Christopher Knett (Vienna, 1º agosto 1990) è un calciatore austriaco, portiere del St. Pölten.

## Palmarès

### Club

#### Competizioni nazionali
- Erste Liga: 1

Wacker Innsbruck: 2017-2018